# Egmont Colerus
Egmont Colerus von Geldern (* 12. Mai 1888 in Linz; † 8. April 1939 in Wien) war ein österreichischer Schriftsteller.

## Leben

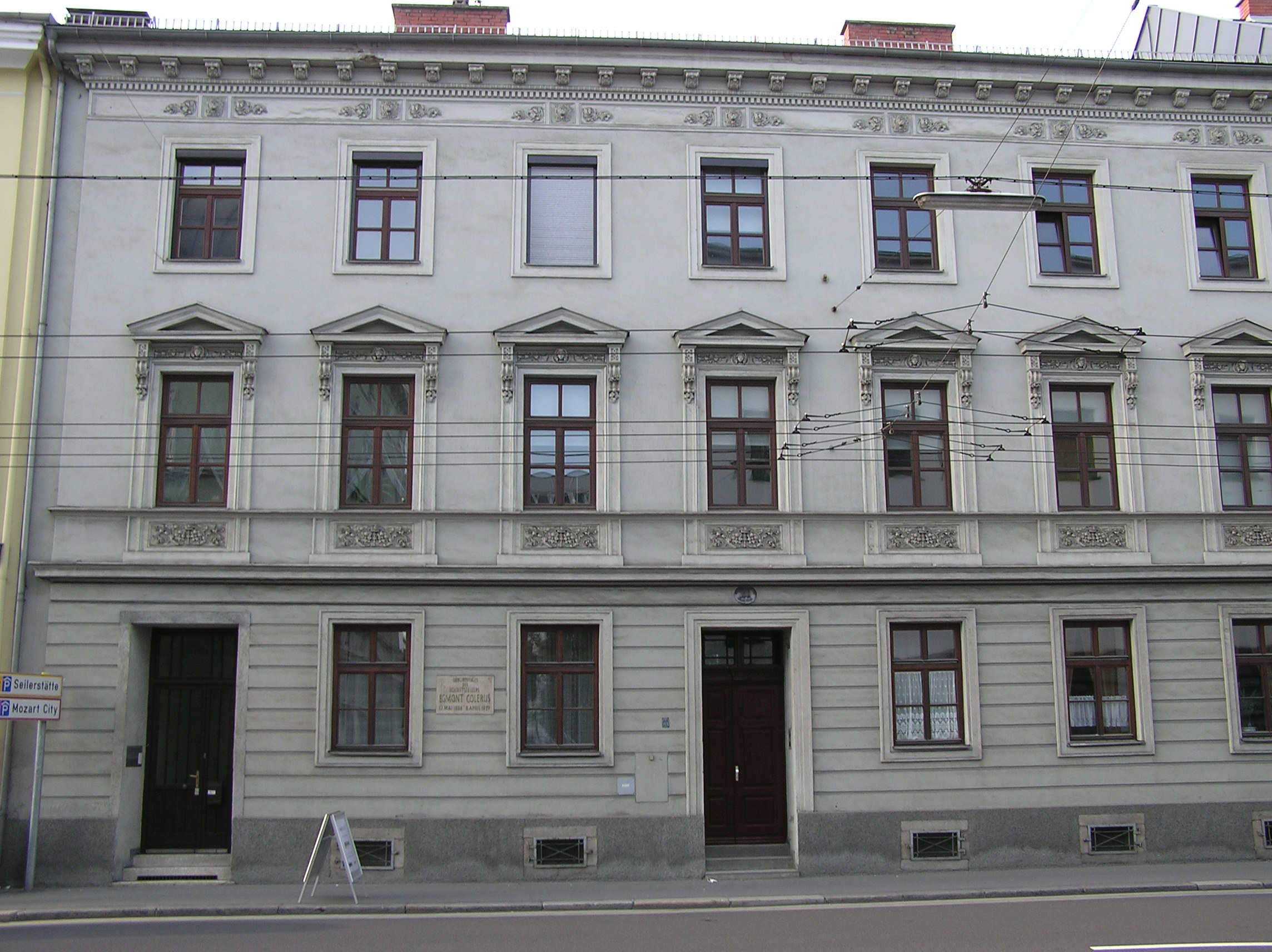
Geburtshaus von Egmont Colerus in Linz, Mozartstr. 21

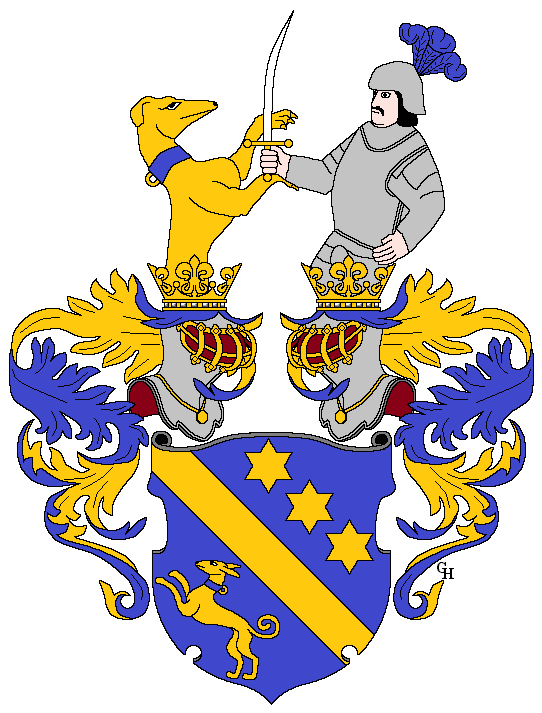
Wappen der Familie Colerus von Geldern, verliehen 1878.

Egmont Colerus von Geldern stammte aus einer alten niederländischen Offiziersfamilie, die um 1750 aus Holland nach Österreich eingewandert war. Sein Großvater Thaddeus Colerus erlangte am 25. November 1878 den österreichischen Adelsstand mit dem Namenszusatz „von Geldern“. Emil Colerus von Geldern, der Vater Egmonts, war nach Familientradition Berufsoffizier, und entsprechend der jeweiligen Garnison des Vaters verbrachte Egmont die Volksschulzeit in Preßburg und die Gymnasialzeit in Krems an der Donau. Seine Mutter war Sophie Reyl-Hanisch (geb. 1863 in Königgrätz).
Die Kindheit in Preßburg floss später in seinen Roman Matthias Werner ein, die Kremser Gymnasialzeit in den Roman Weiße Magier. 1906 legte er am Piaristengymnasium in Krems an der Donau die Reifeprüfung mit Auszeichnung ab. In Wien promovierte er am 19. Mai 1911 zum Dr. jur. und trat dort 1912 seinen Militärdienst an, aus dem er aber wegen einer Herzneurose vorzeitig entlassen wurde. Im Mai 1912 begann er als Rechtspraktikant. In dieser Zeit lernte er die am 23. Oktober 1895 in Lemberg geborene Blanca Nagy († 1983) kennen, die Tochter einer mit seinen Eltern befreundeten Offiziersfamilie, mit der er sich 1914 verlobte. Im selben Jahr wurde Colerus in den richterlichen Vorbereitungsdienst übernommen, legte aber die Richteramtsprüfung nicht ab, weil er 1915 zur Landsturmdienstleistung einberufen wurde und bis zum Ende des Ersten Weltkriegs an einem Divisionsgericht diente. Am 24. November 1917 heirateten Blanca Nagy und Egmont Colerus.
Während des Ersten Weltkriegs erkrankte Colerus an Tropendysenterie, die aber erst 1919 erkannt wurde, als er schon mehr als 30 kg abgenommen hatte.
In dieser Zeit lebte Colerus von Privatstunden, die er Jusstudenten gab. 1920 veröffentlichte Colerus seine ersten beiden Bücher – Antarktis, das er bereits 1914, sowie Sodom, das er 1917 bis 1919 verfasst hatte. Als Colerus nach zwei Jahren wieder halbwegs arbeitsfähig war, trat er im Herbst 1921 hauptberuflich als Beamter ins österreichische Bundesamt für Statistik ein, die heutige Statistik Austria. In dieser Zeit verfasste er weitere historische Romane, Sachbücher und auch Dramen. Seine Bücher schrieb er großteils in der Nacht, üblicherweise zwischen zehn Uhr und Mitternacht. 1930 wurde seine Tochter Monica geboren; dieses Ereignis spiegelt sich in seinem Roman Matthias Werner im letzten Kapitel Das Gebet an der Wiege, das auch eine Vision des Zweiten Weltkriegs enthält. Ein von Walther Neugebauer geleiteter Kurs für höhere und statistische Mathematik, den er am Bundesamt für Statistik besuchte, erweckte in ihm die Liebe zur Mathematik. Um „die Abscheu vor der reinsten, fast möchte ich sagen, heiligsten aller Wissenschaften“ zu bekämpfen, schrieb er seine populärwissenschaftlichen mathematischen Sachbücher Vom Einmaleins zum Integral, Vom Punkt zur vierten Dimension und Von Pythagoras bis Hilbert, die in mehrere Sprachen übersetzt wurden und auch heute noch für den mathematisch interessierten Laien lesenswert sind.
1938 ging er als Oberregierungsrat des Bundesamtes für Statistik in Pension. Im selben Jahr publizierte Colerus im „Bekenntnisbuch österreichischer Dichter“ (herausgegeben vom Bund deutscher Schriftsteller Österreichs), in dem er den „Anschluss“ Österreichs an das Deutsche Reich begrüßte. Im Mai 1938 stellte er einen Antrag auf Aufnahme in die NSDAP, der jedoch trotz Unterstützung durch die Ortsgruppenleitung und den Bund Deutscher Schriftsteller abgelehnt wurde. Im Antrag behauptete Colerus, kurz zuvor einen Beitrag im Völkischen Beobachter und 1936 einen Beitrag für die Berliner Illustrierte verfasst zu haben. Im letztlich erfolgreichen Aufnahmeantrag Colerus' in die Reichsschrifttumskammer (RSK) im Dezember desselben Jahres schrieb der Landesleiter der RSK, dass Colerus sich schon „lange vor dem Umbruch auf die nationalsozialistische Seite gestellt“ habe und Mitglied des Pressereferats der Ortsgruppe Wien in der NSDAP sei sowie dem Nationalsozialistischen Kraftfahrkorps und dem Nationalsozialistischen Rechtswahrerbund angehöre.
Am Karsamstag, 8. April 1939, starb Egmont Colerus in seiner Wohnung in der Köhlergasse 20, Wien-Währing, unerwartet an einem Herzinfarkt. Wenige Tage vor seinem Tod tauchte das Gerücht auf, dass wegen seines judenfreundlichen Buches Der dritte Weg eine Anzeige gegen ihn erstattet werden sollte. 1944 wurde sein Buch Matthias Werner oder die Zeitkrankheit auf die „Liste des schädlichen und unerwünschten Schrifttums“ gesetzt. Egmont Colerus wurde am 13. April  1939 auf dem Döblinger Friedhof in Wien begraben (Grabstelle 33/2/4).
Im Jahr 1960 wurde in Wien-Donaustadt (22. Bezirk) die Colerusgasse nach ihm benannt.

## Anekdoten
Eine Anekdote über Egmont Colerus findet sich im letzten Kapitel von Friedrich Torbergs Die Tante Jolesch: Bei einem Schriftstellerempfang im Haus des Verlegers Paul Zsolnay tauchte die Frage auf, wie viele Juden es eigentlich gebe. Nach einiger Diskussion einigte sich man auf 12 Millionen. Egmont Colerus schüttelte dazu den Kopf und kommentierte: „Des is ausg'schlossen. Ich allein kenn mehr!“
Eine weitere Anekdote ist in „G'schichten um das Wiener Künstlerhaus“ von Mirko Jelusich überliefert. Der Maler Hans Strohofer besuchte Colerus anlässlich der Geburt seiner Tochter Monika und stellte fest: „Jetzt heißt's Monika. Wenn s' dann Haar' kriegt, heißt s' Haar-Monika und wenn s' dann noch mehr Haar kriegt, heißt s' Viel-Haar-Monika.“

## Literarische Bedeutung
Colerus behandelte in seinen Romanen aus einer zutiefst humanistischen Weltsicht in impressionistischer, teilweise auch expressionistischer Art vielfältige Problemstellungen der Zwischenkriegszeit, teils in der Form von Zeitromanen, teils in historischer Einkleidung. Er zählte damit in der Zwischenkriegszeit zu den erfolgreichsten deutschen Schriftstellern (Gesamtauflage über 670.000 Exemplare), einzelne seiner Werke wurden in bis zu zehn Sprachen übersetzt.
In Antarktis (1920), seinem ersten erfolgreichen Roman, siegt das Reich des Geistes über einen rein materiell ausgerichteten „Amerikanismus“, in Sodom (ebenfalls 1920) prangert Colerus den Hedonismus an, der zum Untergang führe. Der dritte Weg (1921) propagiert eine Rückkehr zur Natürlichkeit und Humanität. Weiße Magier (1922) postuliert eine neue (und doch durchaus herkömmliche) Sexualethik. Hier ist Colerus für den heutigen Leser allerdings oft schwer nachvollziehbar, ja wirkt geradezu verschroben, so wie auch Wieder wandert Behemoth. Roman einer Spätzeit (1924) allzu deutlich zeittypische Schwächen zeigt und wohl psychologisch interessanten Aufschluss über die Wirren der 1920er-Jahre zu geben vermag, doch teilweise in seiner expressionistischen Übersteigerung kaum verständlich ist.
Die durch ihre Thematik und die auftretenden Personen zusammengehörigen Romane Die neue Rasse (1928) und Kaufherr und Krämer (1929) schildern ein neu heraufkommendes Geschlecht, welches in innerer Freiheit aus den Traditionen der Vorkriegszeit auszubrechen vermag, wenngleich oft in dramatischen Kämpfen und tragischem Scheitern. In Matthias Werner oder die Zeitkrankheit (1932) schließlich greift Colerus das Problem eines alle Werte zersetzenden Relativismus auf und beleuchtet die Zeitströmungen der 1920er-Jahre – Militarismus, Pazifismus, Autorität, Psychoanalyse etc. – durchaus kritisch.
Seine größten Erfolge hatte Colerus jedoch mit der romanhaften Gestaltung von Kulturgemälden vergangener Zeiten, die er oft um die Biographie bedeutender Persönlichkeiten aufbaute. Der Roman Pythagoras (1924) entführt die Leser ins antike Griechenland, auch Colerus' letztes Werk, Archimedes in Alexandrien (1939), stellt das Ringen eines griechischen Geisteshelden in den Mittelpunkt und bietet einen faszinierenden Einblick in die hellenistisch überformte Kultur der ägyptischen Ptolemäerzeit. Die dazwischen erschienene Novelle Tiberius auf Capri (1927) behandelt das Problem einer schrankenlosen Willkürherrschaft und wirkt wie eine Vorahnung des heraufdämmernden Dritten Reichs.
Der große Wurf gelang Egmont Colerus mit seinem Marco-Polo-Roman Zwei Welten (1926) – stilistisch wohl eines seiner reifsten Werke. Die Leser erleben Marco Polos Jugend in Venedig, seine Reise in den Fernen Osten und seine Wiederkehr als scheinbarer Triumphator und erfolgreicher Handelsherr, hinter dessen sichtbarem Erfolg sich jedoch die Niederlage im persönlichen Bereich verbirgt. Die eine Welt wird Tat, die andre Reue, lässt Colerus am Schluss seines Romans Dante Alighieri dem in Zweifeln grübelnden Marco Polo zusprechen. Im Roman Leibniz (1934) wird dieser große neuzeitliche Denker und Mathematiker als Symbol für die Möglichkeit der Überwindung deutscher und europäischer Zerrissenheit beschworen. Leichtergewichtig ist die Novelle Geheimnis um Casanova (1936), die Giacomo Casanovas Verhaftung und Flucht aus den Bleikammern Venedigs schildert.
Die international größten Erfolge erzielte Colerus aber mit seinen populärwissenschaftlichen Sachbüchern Vom Einmaleins zum Integral (1934), Vom Punkt zur vierten Dimension (1935) und Von Pythagoras bis Hilbert (1937). Daneben schrieb Colerus auch drei Dramen, von denen nur zwei – Politik (1927) und Zweikampf (1935) – aufgeführt wurden, sich aber nur kurz auf den Spielplänen halten konnten.

## Werke
Romane und Erzählungen
- Antarktis, Ilf-Verlag, Wien 1920, DNB 572623720
- Sodom, Strache, Wien 1920, DNB 572623836
- Der dritte Weg, Ilf-Verlag, Wien 1921, DNB 572623984
- Weiße Magier, Rikola Verlag, Wien 1922, DNB 573913331
- Wieder wandert Behemoth. Roman einer Spätzeit, 1924, DNB 1286988616
- Pythagoras, Paul Zsolnay Verlag, Wien 1924, DNB 57262381X
- Zwei Welten, Ein Marco-Polo-Roman, Paul Zsolnay Verlag, Wien 1926, DNB 573913366
- Tiberius auf Capri, F. G. Speidel’sche, Wien 1927, DNB 572623844
- Die neue Rasse, F. G. Speidel’sche, Wien 1928, DNB 573913358
- Kaufherr und Krämer, Paul Zsolnay Verlag, Wien 1929, DNB 573913323
- Matthias Werner oder die Zeitkrankheit, Paul Zsolnay Verlag, Wien 1932, DNB 572623992
- Leibniz : Der Lebensroman eines weltumspannenden Geistes, Paul Zsolnay Verlag, Wien 1934, DNB 572623763
- Geheimnis um Casanova, Paul Zsolnay Verlag, Wien 1934, DNB 572623755
- Archimedes in Alexandrien, Paul Zsolnay Verlag, Wien 1939, DNB 572623739

Dramen
- 1927 Politik (1928 am Wiener Burgtheater uraufgeführt)
- 1930 Tiberius und Sejan
- 1935 Zweikampf (2. November 1935 am Bremer Schauspielhaus uraufgeführt)

Sachbücher
- 1934 Vom Einmaleins zum Integral
- 1935 Vom Punkt zur vierten Dimension
- 1937 Von Pythagoras bis Hilbert

## Sekundärliteratur
Monographien
- Blanca Colerus: Egmont Colerus. Schriftsteller, Humanist, Mathematiker. 1888 - 1939. Bearbeitet und ergänzt von Monica Skidelsky-Colerus, Trauner Verlag, Linz 2005, ISBN 978-3-85487-891-9.

Artikel etc.
- Colerus von Geldern Egmont. In: Österreichisches Biographisches Lexikon 1815–1950 (ÖBL). Band 1, Verlag der Österreichischen Akademie der Wissenschaften, Wien 1957, S. 150.
- Die geistige Elite Österreichs. Ein Handbuch der Führenden in Kultur und Wirtschaft. Wien 1936, S. 114 f.
- Eduard Castle (Hrsg.): Deutsch-Österreichische Literaturgeschichte. Ein Handbuch zur Geschichte der deutschen Dichtung in Österreich-Ungarn. Wien 1937, S. 2132, 2172, 2175, 2177 f., 2255 f.
- Josef Nadler: Literaturgeschichte Österreichs. 2. Auflage. Salzburg 1951, S. 488 f.
- Adalbert Schmidt: Dichtung und Dichter Österreichs im 19. und 20. Jahrhundert. Bd. 1, Salzburg-Stuttgart 1964, S. 371 f.
- Kürschners Deutscher Literatur-Kalender. Nekrolog 1936–1970. Berlin-New York 1973, S. 100.
- Hilde Spiel (Hrsg.): Die zeitgenössische Literatur Österreichs. Zürich-München 1976, S. 39 f.